# Paulx
Paulx é uma comuna francesa na região administrativa do País do Loire, no departamento de Loire-Atlantique. Estende-se por uma área de 35.92 km². Em 2010 a comuna tinha 2 003 habitantes (densidade: 55,8 hab./km²).